# Dusona infelix
Dusona infelix là một loài tò vò trong họ Ichneumonidae.